# Rameau temporal du nerf facial
Les rameaux temporaux du nerf facial sont les branches terminales de la branche temporo-faciale du nerf facial.
Ils sont verticaux et croisent l'arcade zygomatique jusqu'à la région temporale,innervant le muscle auriculaire antérieur et les muscles de la face latérale du pavillon de l'oreille.